# Кок-Уй
Кок-Уй (каз. Көк Үй) — село у складі Хобдинського району Актюбінської області Казахстану. Адміністративний центр Согалинського сільського округу.
До 1998 року село називалося Зелений Дол.
Населення — 159 осіб (2021; 513 у 2009, 693 у 1999, 1211 у 1989).